# エンタの味方!
エンタの味方!（えんたのみかた!）は、TBSで2007年4月5日から2009年3月26日まで放送されていた関東ローカルの深夜バラエティ番組。
放送時間は毎週木曜深夜26:29～26:59（番組終了時点）。かつてはBS-i（現在のBS-TBS）でも2008年3月まで放送されていた（3日遅れの日曜深夜26:00～26:30）。

## 番組概要
『E娘!』の後枠として2007年4月5日より放送開始（当時は毎週木曜深夜26:25～26:52）。「人気芸人になるためのエンターテイナー育成学校」と銘打って、TBSのエンタテインメント情報を教材に芸人たちがプレゼンテーションを披露し、話術を鍛えることを目的としていた。

## 第1期（2007年4月～2008年4月）
芸人たちのプレゼンテーションおよび自由研究（ある特定のテーマに沿ったコント）を評価するのは、2人の水着姿の聴講生（いずれも女性）で、プレゼンテーションの最中、そのイベントや映画に行きたい、もしくはそのDVDが欲しいと思ったときは「行く（欲しい）ボタン」を押す（回数制限なし）。これとは別に全体の評価を出すときは星の数で評価し、3つ星（2008年に入ってからは6つ星）を満点として0.5星刻みで点数に相当する星の数を出している。最終的に最も評価の良かった芸人コンビに対しては、聴講生からの「ご褒美」として「ワンダーロープ」と題し、芸人コンビが回す長縄跳びに水着姿の聴講生が飛び跳ねて、芸人コンビがいい思いをするという手筈になっていた。
なお番組開始当初、行く（欲しい）ポイントを貯めると豪華商品と交換できることになっていたが、MCが西田真生に交代した後は、この制度は消滅したものと思われる。

### 模倣番組宣言
この『エンタの味方!』という番組タイトル。第1回の放送で、芸人たちが当然のように『エンタの神様』（日本テレビ）に似ていると指摘したところ、初代MCの豊田綾乃は「パクリです。」とあっさりと認めた。「行く（欲しい）ボタン」は『トリビアの泉』（フジテレビ）の「へぇボタン」から引用し、ボタン自体は自局の『リンカーン』の小道具（おそらく「どんだけ〜ボタン」か?）を借りたものだという。番組では触れていないが、芸人のプレゼンテーション全体に対する評価方法（先述）にしても自局の『チューボーですよ!』から流用している。豊田はこの番組について「（各局の人気番組に）便乗してがんばりたい」と語ったという。
豊田の後任選びに際しては『明石家さんちゃんねる』に倣って、一般公募を実施。こうして起用されたのが2代目MCの西田であった。なお西田は当番組の出演を機に、所属事務所をTBS関連のキャスター・芸能事務所であるクリエイティブ・メディア・エージェンシーに移籍していた（番組降板後当事務所を脱退）。

### 聴講生とご褒美
当初、聴講生は番組が募集した「エンタテインメントに関心のある現役女子大生」で、普段着もしくは番組が用意したファッショナブルな衣装で登場していた。また「プロ・アマは問わない」としていたため、何らかの芸能事務所と契約している女子大生も数人いたものと思われ、2回以上出演する者もいた。例外としてアダルトビデオに出演する若い女優や、ミスマガジン2007各賞受賞者のうち4人（鹿谷弥生、あいか、伊勢みはと、山口沙紀）が出演することがあった。このAV女優やミスマガジン各賞受賞者、さらに西田時代に入ってからの聴講生は基本的に水着姿であった。
優秀な芸人に対するご褒美について、豊田時代は少し奥ゆかしさがあった。「パラダイスタイム」（のちに「ワンダータイム」）と題し、聴講生が番組のセットの裏に隠れて水着姿に着替え、主席の芸人がそのセットの裏側で聴講生といい思いをする、という構成だった。AV女優のときは番組の半年間の総決算もかねて「スイートナイトナイト」と銘打って、この回の主席キャン×キャンが彼女たちのある部分を見て（当然視聴者やほかの出演者は見えない）かなり興奮していた。一方で、ミスマガジン各賞受賞者や一部の聴講生はこの主席の芸人に対する「ご褒美」を拒否していた。

### 初代MC・豊田綾乃
眼鏡を掛け、白衣姿で毎回登場していた豊田は、基本的に芸人たちに対して「サディスティック」な姿勢で臨み、オープニングでは毎回のように芸人たちに無茶振りをしていた（当然台本が存在すると思われるが）。特に流れ星に対しては「流れ」と呼んでいた上、一時期お笑いコンビの磁石との交代をちらつかせて、実際に磁石の2人がゲスト出演することもあった。流れ星以外にもハマカーンの神田に対しては、彼の姉が神田うのであることをさんざん取り上げていたため、しまいには神田はプレゼンテーションや自由研究を始める際画面に向かって「お姉ちゃん見てる〜」と姉の結婚披露宴が行われる頃まで呼びかけていた。
最後の出演のとき、番組降板のきっかけとなった自身の「できちゃった結婚」にちなみ、3組の芸人たちによるアカペラ即興ソング『産休（Thank you）』が披露され、番組を去った。

## 第2期（2008年4月～2009年3月）
2008年4月24日放送から出演者を全員入れ替えて、再出発した。3代目MCとして川村ゆきえが登場。川村は番組の中で
3組の芸人たちのうち「髭男爵」を「ヒゲダン」、片方の山田ルイ53世を「男爵君」または「男爵さん」、「マシンガンズ」には「マシンG」のち「MG」と呼んでいる。「三拍子」については高倉陵の離婚ネタをいじることが多い。2008年5月の放送の中で、川村が「1期生のときよりも視聴率が低下している」と危機感を訴えることがあったが、詳しいことについては不明。
聴講生の席は当初空席だったが、5月になって一人の女性が番組に聴講生希望として応募してきた。その人が宇戸しおりである。番組では宇戸の芸能界デビューをサポートする企画を立ち上げ、そして9月9日発売の写真週刊誌『FLASH』において宇戸はグラビアデビューを果たす。「芸能界デビュー」という目的をある程度達成したとして、2008年9月11日深夜放送分をもって、宇戸は番組を卒業した。
代わって、同年9月25日深夜放送分から芸能事務所プラチナムプロダクションに所属している若手タレントの鈴木咲が新たな聴講生として登場した。本人は宇戸同様テレビ初出演（に近い状態であった）。月刊テレビ雑誌『B.L.T.』へのグラビア掲載を果たしたことにより2008年12月18日深夜放送分をもって卒業した、はずだった。
2009年1月22日深夜放送分、特に予告もなく宇戸が突然番組に久しぶりの出演。さらには同年2月12日放送分には鈴木もあっさり復帰。結局それぞれ3回程度出演した。同年3月には、山崎真実が出演した番組のDVDの宣伝も兼ねてゲスト聴講生として3回出演した。
同年1月29日深夜放送分、キャスティングの際にプロデューサーが当初残り一組を三拍子かオードリーのどちらかにするか迷ったと川村ゆきえがコメントした。

### 第1期との変更点
第1期とは芸人たちのプレゼンに対する評価方法と、主席となった芸人に対するご褒美が変更になった。
「行く（欲しい）ボタン」を廃止して、2008年4・5月は川村、6月以降は宇戸・鈴木ら聴講生が純粋にプレゼンや自由研究を比較して、その週の評価の良かった芸人コンビを選出する。ご褒美については聴講生不在だった2008年4・5月と2009年1月以降はなし。2008年6～9月はこれまでに出版されてきた数ある川村の写真集の中からひとつのポーズを選び、宇戸がそれをお手本にしてポーズを決め、首席となった芸人がカメラマンに挑戦して宇戸を撮影するという、題して「アイドルリング!!!」が行われている。
鈴木咲に交代した9月最終週～12月いっぱいは普通に「芸能界バックアップ企画」として、主席の芸人が一発ギャグなどを鈴木に伝授していた。

### 最終回
当初は第2期生は3月の放送をもって卒業し4月以降も継続する予定だった模様で、TBSテレビが発行している広報誌『La Boo』（2009春号）や一部の月刊テレビ情報誌でも番組を継続するような記述が見られたのだが、一転して番組自体の打ち切りが決定した。
2009年3月19日深夜放送分までの時点で、主席獲得ポイントでほかの2組に対して劣勢だった髭男爵が、3月26日深夜放送分の最終回で大逆転となり年間の最優秀コンビに選ばれた。髭男爵に対するご褒美は川村ゆきえからの「100万円相当のキス」だったのだが、ほほに口づけされたのが不満だったのか、山田ルイ53世が接吻を求めて川村に詰め寄り、川村は「わーっ!!」と叫びながら逃げ惑っていた。そしてスタジオの中が落ち着いたところで、川村が番組終了を宣言。こうして、2年間続いた「人気芸人になるためのエンターテイナー育成学校」は閉校、つまり番組は終了した。

## 番外編
通常の番組を休止もしくはその後に、ある特定のテーマ（映画・イベント）を採り上げる番外編が放送されることがあった。番組2年間に放送されたテーマは次のとおり。
- 映画『Life 天国で君に逢えたら』
- 映画『クローズZERO』&『恋空』
- エルトン・ジョン
- 映画『クロサギ』
- 映画『砂時計』
- 映画『花より男子F』
- 映画『私は貝になりたい（2008年版）』
- 映画『感染列島』

## 歴代の出演者

### 第1期
MC
- 豊田綾乃（TBSアナウンサー、初代MC・2007年4月5日～11月8日）
- 西田真生（2代目MC・2007年11月15日～2008年4月10日）

第1期生の芸人たち（2007年4月5日～2008年4月10日）
- ハマカーン（浜谷健司、神田伸一郎）
- キャン×キャン（長浜之人、玉城俊幸）
- 流れ星（ちゅうえい、瀧上伸一郎）

ナレーション
- 森一丁（2007年4月5日～2008年4月17日）

### 第2期
MC
- 川村ゆきえ（3代目MC・2008年4月24日～最終回）

第2期生の芸人たち（2008年4月24日～最終回）
- 三拍子（高倉陵、久保孝真）
- 髭男爵（山田ルイ53世、ひぐち君）
- マシンガンズ（滝沢秀一、西堀亮）

聴講生
- 宇戸しおり（2008年5月22日～9月11日、2009年1月22日～2月5日）
- 鈴木咲（2008年9月25日～12月18日、2009年2月12日～26日）
- 山崎真実（2009年3月5日～19日）

ナレーション
- 宮川美保（2008年4月24日～最終回）

番組のエンドロールには「宮川みほ」と表記されていたこともあったが、番組側のミスだったと見られる。

## スタッフ
- 企画・演出：ピッコロきど
- 構成：ISSEI★、清隼一郎、山川俊司、清水寛生
- アシスタントディレクター：田崎貴裕、神澤里江、秋元雄太、真珠王子
- ディレクター：金澤忠延、吉住理、横山敦士、坂口秀作、若菜久利、中島彰人、大野寿之
- アシスタントプロデューサー：小池綾子
- 制作プロデューサー：茂木邦彦
- プロデューサー：長生啓（TBS）
- 制作協力：第2学区
- 製作：TBS

## DVD
- エンタの味方! THE DVD　ネタバトルvol.1 （2007年8月3日リリース）
- エンタの味方! THE DVD　ネタバトルvol.2 （2007年11月7日リリース）
- エンタの味方! THE DVD　ネタバトルvol.3 （2008年2月6日リリース）
- エンタの味方! THE DVD　ネタバトルvol.4  （2008年6月4日リリース）

- ハマカーン in エンタの味方! 爆笑ネタBEST10（2008年7月2日リリース）
- 流れ星 in エンタの味方! 爆笑ネタBEST10（2008年7月2日リリース）
- キャン×キャン in エンタの味方! 爆笑ネタBEST10（2008年7月2日リリース）

- 髭男爵 in エンタの味方! 爆笑ネタ10連発（2008年10月29日リリース）
- マシンガンズ in エンタの味方! 爆笑ネタ10連発（2008年10月29日リリース）
- 三拍子 in エンタの味方! 爆笑ネタ10連発（2008年10月29日リリース）

- 髭男爵 in エンタの味方! 爆笑ネタ10連発　ファイナル（2009年6月3日リリース）
- マシンガンズ in エンタの味方! 爆笑ネタ10連発　ファイナル（2009年6月3日リリース）
- 三拍子 in エンタの味方! 爆笑ネタ10連発　ファイナル（2009年6月3日リリース）